# HR 4668
Désignations
HR 4668, également désignée HD 106760, est une étoile binaire de la constellation boréale de la Chevelure de Bérénice, située à la limite avec celle des Chiens de chasse. Elle est visible à l'œil nu avec une magnitude apparente de 5,00. Le système présente une parallaxe annuelle de 10,31 mas mesurée par le satellite Hipparcos, ce qui permet d'en déduire qu'il est distant d'environ ∼ 320 a.l. (∼ 98,1 pc) de la Terre. Il se rapproche actuellement du Système solaire à une vitesse radiale héliocentrique de −40 km/s, et il est prévu qu'il s'en rapprochera jusqu'à une distance minimale d'environ 79,31 pc (∼259 al) dans 772 000 ans.
HR 4668 est une binaire spectroscopique à raies simples, dont la vitesse radiale variable a été mise en évidence par W. W. Campbell à l'observatoire Lick en 1922. Une orbite préliminaire du système a été déterminée par l'astronome de l'observatoire du Mont Wilson W. H. Christie en 1936, avant d'être affinée par l'astronome anglais R. F. Griffin (en) en 1984. Ses deux composantes complètent une orbite avec une période de 3,6 ans et selon une excentricité de 0,43.
Sa composante visible, désignée HR 4668 A, est une géante rouge évoluée de type spectral K0,5 III–IIIb. L'étoile est âgée d'environ 1,6 milliard d'années et elle est 1,9 fois plus massive que le Soleil. Son rayon est 17 fois plus grand que le rayon solaire, elle est 112 fois plus lumineuse que le Soleil et sa température de surface est de 4 581 K.